# Населення Португалії
Населення Португалії. Чисельність населення країни 2015 року становила 10,825 млн осіб (81-ше місце у світі). Чисельність португальців незначно збільшується, народжуваність 2015 року становила 9,27 ‰ (205-те місце у світі), смертність — 11,02 ‰ (33-тє місце у світі), природний приріст — 0,09 % (189-те місце у світі) . 

## Природний рух

### Відтворення
Народжуваність у Португалії, станом на 2015 рік, дорівнює 9,27 ‰ (205-те місце у світі). Коефіцієнт потенційної народжуваності 2015 року становив 1,52 дитини на одну жінку (192-ге місце у світі). Рівень застосування контрацепції 86,8 % (станом на 2005рік). Середній вік матері при народженні першої дитини становив 29,5 року (оцінка на 2012 рік).
Смертність у Португалії 2015 року становила 11,02 ‰ (33-тє місце у світі).
Природний приріст населення у країні 2015 року становив 0,09 % (189-те місце у світі).

### Вікова структура

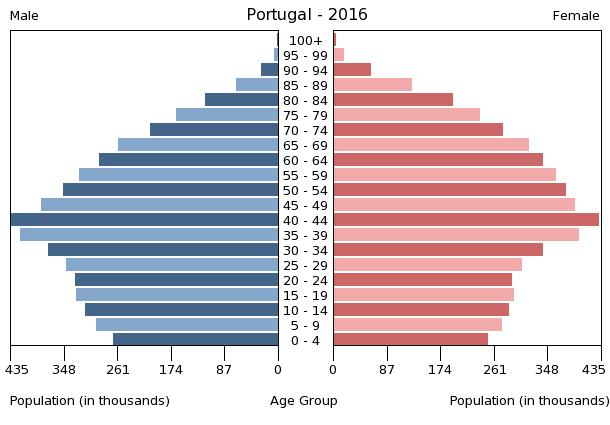
Віково-статева піраміда населення Португалії, 2016 рік

Середній вік населення Португалії становить 41,8 року (31-ше місце у світі): для чоловіків — 39,8, для жінок — 44 роки. Очікувана середня тривалість життя 2015 року становила 79,16 року (49-те місце у світі), для чоловіків — 75,92 року, для жінок — 82,62 року.
Вікова структура населення Португалії, станом на 2015 рік, мала такий вигляд:
- діти віком до 14 років — 15,68 % (884 389 чоловіків, 812 685 жінок);
- молодь віком 15—24 роки — 11,41 % (655 259 чоловіків, 580 020 жінок);
- дорослі віком 25—54 роки — 42,05 % (2 303 473 чоловіки, 2 248 914 жінок);
- особи передпохилого віку (55—64 роки) — 11,97 % (604 549 чоловіків, 691 216 жінок);
- особи похилого віку (65 років і старіші) — 18,89 % (836 679 чоловіків, 1 208 125 жінок)[1].

### Шлюбність— розлучуваність
Коефіцієнт шлюбності, тобто кількість шлюбів на 1 тис. осіб за календарний рік, дорівнює 3,7; коефіцієнт розлучуваності — 2,5; індекс розлучуваності, тобто відношення шлюбів до розлучень за календарний рік — 68 (дані за 2010 рік). Середній вік, коли чоловіки беруть перший шлюб, дорівнює 31,5 року, жінки — 29,8 року, загалом — 30,7 року (дані за 2014 рік).

## Розселення

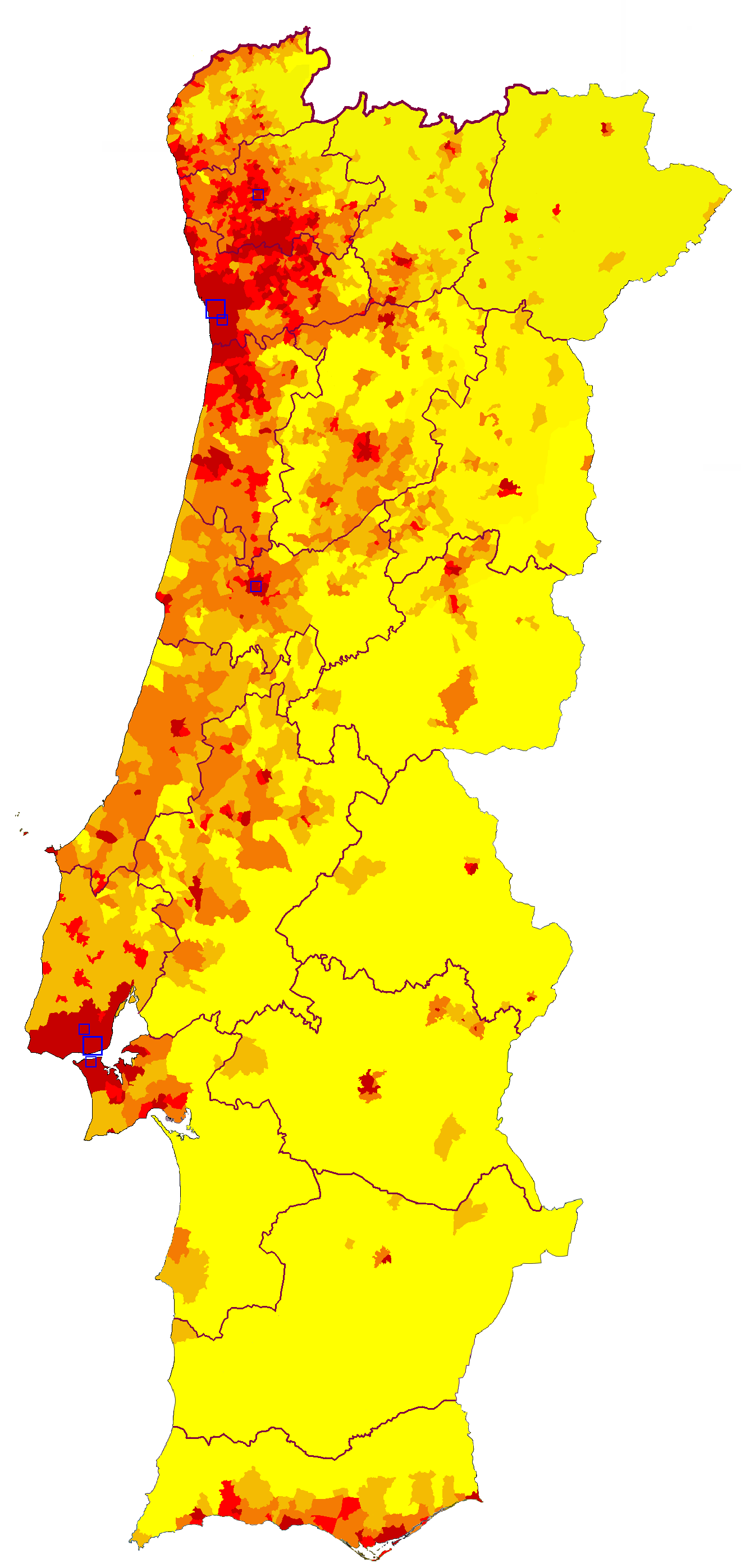
Густота населення по адміністративним одиницям

Густота населення країни 2015 року становила 113,0 особи/км² (97-ме місце у світі). Населення країни концентрується переважно поблизу атлантичного узбережжя, де розміщуються найбільші міста.

### Урбанізація
Португалія високоурбанізована країна. Рівень урбанізованості становить 63,5 % населення країни (станом на 2015 рік), темпи зростання частки міського населення — 0,97 % (оцінка тренду за 2010—2015 роки).
Головні міста держави: Лісабон (столиця) — 2,884 млн осіб, Porto 1,299 млн осіб (дані за 2015 рік).

### Міграції
Річний рівень імміграції 2015 року становив 2,67 ‰ (39-те місце у світі). Цей показник не враховує різниці між законними і незаконними мігрантами, між біженцями, трудовими мігрантами та іншими.

#### Біженці й вимушені переселенці
У країні мешкає 14 осіб без громадянства.
Португалія є членом Міжнародної організації з міграції (IOM).

## Расово-етнічний склад
| Етнічний склад (2012 рік) | Етнічний склад (2012 рік) | Етнічний склад (2012 рік) | Етнічний склад (2012 рік) | Етнічний склад (2012 рік) |
| ------------------------- | ------------------------- | ------------------------- | ------------------------- | ------------------------- |
| Етнос:                    |                           |                           | Відсоток:                 |                           |
| португальці               | португальці               |                           | 97%                       | 97%                       |
| африканці                 | африканці                 |                           | 2%                        | 2%                        |
| інші європейці            | інші європейці            |                           | 1%                        | 1%                        |

Головні етноси країни: гомогенна нація португальців розбавлена темношкірими африканцями (100 тис. осіб) і вихідцями зі Східної Європи після 1990 року.

## Мови
| Мови Португалії (2015 рік) | Мови Португалії (2015 рік) | Мови Португалії (2015 рік) | Мови Португалії (2015 рік) | Мови Португалії (2015 рік) |
| -------------------------- | -------------------------- | -------------------------- | -------------------------- | -------------------------- |
| Мова:                      |                            |                            | Відсоток:                  |                            |
| португальська              | португальська              |                            | 99.9%                      | 99.9%                      |
| мірандська                 | мірандська                 |                            | 0.1%                       | 0.1%                       |

Офіційні мови: португальська і мірандська (дуже обмежене поширення на північному сході країни). Португалія, як член Ради Європи, не підписала Європейську хартію регіональних мов.

## Релігії
| Релігії в Португалії (2014 рік) | Релігії в Португалії (2014 рік) | Релігії в Португалії (2014 рік) | Релігії в Португалії (2014 рік) | Релігії в Португалії (2014 рік) |
| ------------------------------- | ------------------------------- | ------------------------------- | ------------------------------- | ------------------------------- |
| Віросповідання:                 |                                 |                                 | Відсоток:                       |                                 |
| католики                        | католики                        |                                 | 81%                             | 81%                             |
| християни                       | християни                       |                                 | 3.3%                            | 3.3%                            |
| мусульмани                      | мусульмани                      |                                 | 0.2%                            | 0.2%                            |
| юдеї                            | юдеї                            |                                 | 0.2%                            | 0.2%                            |
| атеїсти                         | атеїсти                         |                                 | 6.8%                            | 6.8%                            |
| агностики                       | агностики                       |                                 | 8.3%                            | 8.3%                            |

Головні релігії й вірування, які сповідує, і конфесії та церковні організації, до яких відносить себе населення країни: римо-католицтво — 81 %, інші течії християнства — 3,3 %, інші (переважно юдаїзм й іслам) — 0,6 %, не сповідують жодної — 6,8 %, не визначились — 8,3 % (станом на 2011 рік). Статистика враховує лише доросле населення держави.

## Освіта
Рівень письменності 2015 року становив 95,7 % дорослого населення (віком від 15 років): 97,1 % — серед чоловіків, 94,4 % — серед жінок.
Державні витрати на освіту становлять 5,1 % ВВП країни, станом на 2011 рік (55-те місце у світі). Середня тривалість освіти становить 17 років, для хлопців — до 17 років, для дівчат — до 17 років (станом на 2014 рік).

## Охорона здоров'я
Забезпеченість лікарями у країні на рівні 4,1 лікаря на 1000 мешканців (станом на 2012 рік). Забезпеченість лікарняними ліжками у стаціонарах — 3,4 ліжка на 1000 мешканців (станом на 2011 рік). Загальні витрати на охорону здоров'я 2014 року становили 9,5 % ВВП країни (29-те місце у світі).
Смертність немовлят до 1 року, станом на 2015 рік, становила 4,43 ‰ (185-те місце у світі); хлопчиків — 4,86 ‰, дівчаток — 3,97 ‰. Рівень материнської смертності 2015 року становив 10 випадків на 100 тис. народжень (162-ге місце у світі).
Португалія входить до складу ряду міжнародних організацій: Міжнародного руху (ICRM) і Міжнародної федерації товариств Червоного Хреста і Червоного Півмісяця (IFRCS), Дитячого фонду ООН (UNISEF), Всесвітньої організації охорони здоров'я (WHO).

### Захворювання
Кількість хворих на СНІД невідома, дані про відсоток інфікованого населення в репродуктивному віці 15—49 років відсутні. Дані про кількість смертей від цієї хвороби за 2014 рік відсутні.
Частка дорослого населення з високим індексом маси тіла 2014 року становила 22,1 % (69-те місце у світі).

### Санітарія
Доступ до облаштованих джерел питної води 2015 року мало 100 % населення в містах і 100 % в сільській місцевості; загалом 100 % населення країни. Відсоток забезпеченості населення доступом до облаштованого водовідведення (каналізація, септик): в містах — 99,6 %, в сільській місцевості — 99,8 %, загалом по країні — 99,7 % (станом на 2015 рік). Споживання прісної води, станом на 2005 рік, дорівнює 8,46 км³ на рік, або 812 тонни на одного мешканця на рік: з яких 12 % припадає на побутові, 18 % — на промислові, 69 % — на сільськогосподарські потреби.

## Соціально-економічне становище
Співвідношення осіб, що в економічному плані залежать від інших, до осіб працездатного віку (15—64 роки) загалом становить 53,5 % (станом на 2015 рік): частка дітей — 21,6 %; частка осіб похилого віку — 31,9 %, або 3,1 потенційно працездатного на 1 пенсіонера. Загалом ці показники характеризують рівень потреби державної допомоги в секторах освіти, охорони здоров'я та пенсійного забезпечення, відповідно. За межею бідності 2012 року перебувало 18,7 % населення країни. Розподіл доходів домогосподарств у країні має такий вигляд: нижній дециль — 3,1 %, верхній дециль — 28,4 % (станом на 1995 est, рік).
Станом на 2016 рік, уся країна електрифікована, усе населення країни мало доступ до електромереж. Рівень проникнення інтернет-технологій високий. Станом на липень 2015 року в країні налічувалось 7,43 млн унікальних інтернет-користувачів (52-ге місце у світі), що становило 68,6 % загальної кількості населення країни.

### Трудові ресурси
Загальні трудові ресурси 2015 року становили 5,223 млн осіб (78-ме місце у світі). Зайнятість економічно активного населення у господарстві країни розподіляється таким чином: аграрне, лісове і рибне господарства — 8,6 %; промисловість і будівництво — 23,9 %; сфера послуг — 67,5 % (станом на 2014 рік). Безробіття 2015 року дорівнювало 12,6 % працездатного населення, 2014 року — 13,9 % (138-ме місце у світі); серед молоді у віці 15—24 років ця частка становила 34,8 %, серед юнаків — 34,2 %, серед дівчат — 35,4 % (16-те місце у світі).

## Кримінал

### Наркотики

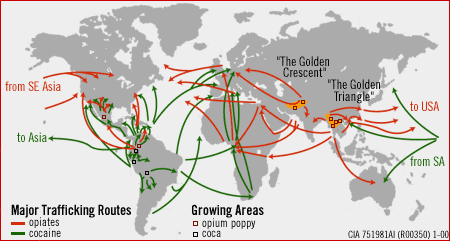
Світові маршрути наркотрафіку

Транзитна країна для південноамериканського кокаїну до Європи; вихідний пункт на шляхах наркотрафіку південно-східноазійського героїну через Європу і його значний споживач; перевалочний пункт для гашишу з Північної Африки до Європи.

### Торгівля людьми
Згідно зі щорічною доповіддю про торгівлю людьми (англ. Trafficking in Persons Report) Управління з моніторингу та боротьби з торгівлею людьми Державного департаменту США, уряд Португалії докладає значних зусиль у боротьбі з явищем примусової праці, сексуальної експлуатації, незаконною торгівлею внутрішніми органами, але законодавство відповідає мінімальним вимогам американського закону 2000 року щодо захисту жертв (англ. Trafficking Victims Protection Act’s) не повною мірою, країна перебуває у списку другого рівня.

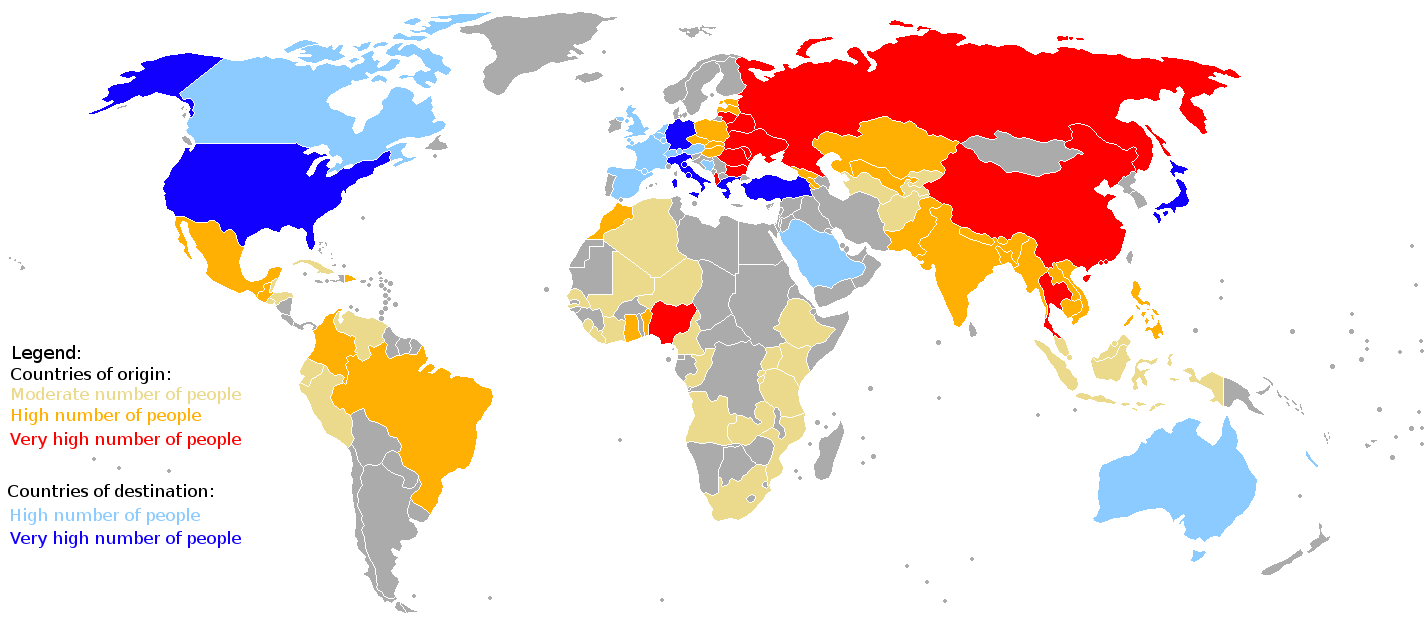
Країни-донори (червоний) і країни-реципієнти кримінальних потоків  (англ.)
Глобальна боротьба з торгівлею людьми (англ.)

## Гендерний стан
Статеве співвідношення (оцінка 2015 року):
- при народженні — 1,07 особи чоловічої статі на 1 особу жіночої;
- у віці до 14 років — 1,09 особи чоловічої статі на 1 особу жіночої;
- у віці 15—24 років — 1,13 особи чоловічої статі на 1 особу жіночої;
- у віці 25—54 років — 1,02 особи чоловічої статі на 1 особу жіночої;
- у віці 55—64 років — 0,88 особи чоловічої статі на 1 особу жіночої;
- у віці за 64 роки — 0,69 особи чоловічої статі на 1 особу жіночої;
- загалом — 0,95 особи чоловічої статі на 1 особу жіночої[1].

## Демографічні дослідження
Демографічні дослідження у країні ведуться рядом державних і наукових установ:
- Національний інститут статистики Португалії (порт. Instituto Nacional de Estatística; INE)

### Українською
- Атлас. 10—11 клас. Економічна і соціальна географія світу / упорядники :  О. Я. Скуратович, Н. І. Чанцева. — К. : ДНВП «Картографія», 2010. — ISBN 978-966-475-639-3.
- Атлас світу / голов. ред. І. С. Руденко ; зав. ред. В. В. Радченко ; відп. ред. О. В. Вакуленко. — К. : ДНВП «Картографія», 2005. — 336 с. — ISBN 9666315467.
- Безуглий В. В. Економічна і соціальна географія зарубіжних країн : Навчальний посібник. — К. : ВЦ «Академія», 2007. — 704 с. — ISBN 978-966-580-239-6.
- Безуглий В. В., Козинець С. В. Регіональна економічна і соціальна географія світу : Навчальний посібник. — видання 2-ге, доп., перероб. — К. : ВЦ «Академія», 2007. — 688 с. — ISBN 966-580-144-9.
- Гудзеляк І. І. Географія населення: Навчальний посібник / І. Гудзеляк. — Л. : Видавничий центр ЛНУ імені Івана Франка, 2008. — 232 с. — ISBN 978-966-613-599-8.
- Дахно І. І. Країни світу: Енциклопедичний довідник / І. І. Дахно, С. М. Тимофієв. — К. : Мапа, 2011. — 606 с. — (Бібліотека нового українця) — ISBN 978-966-8804-23-6.
- Дахно І. І. Економічна географія зарубіжних країн : навчальний посібник. — К. : Центр учбової літератури, 2014. — 319 с. — ISBN 978-611-01-0682-5.
- Джаман В. О. Регіональні системи розселення: демографічні аспекти. — Чернівці : Рута, 2003. — 392 с. — ISBN 9665685988.
- Дорошенко Л. С. Демографія: Навчальний посібник. — К. : МАУП, 2005. — 112 с. — ISBN 966-608-442-2.
- Дубович І. А. Країнознавчий словник-довідник. — 5-те вид., перероб. і доп. — К. : Знання, 2008. — 839 с. — ISBN 978-966-346-330-8.
- Економічна і соціальна географія країн світу. Навчальний посібник / За ред. Кузика С. П. — Л. : Світ, 2002. — 672 с. — ISBN 966-603-178-7.
- Загальна медична географія світу / В. О. Шевченко [та ін.] — К. : [б.в.], 1998. — 178 с.
- Крисаченко В. С. Динаміка населення: Популяційні, етнічні та глобальні виміри. — К. : Видавництво Національного інституту стратегічних досліджень, 2005. — 368 с. — ISBN 966-554-083-1.
- Любіцева О. О., Мезенцев К. В., Павлов С. В. Географія релігій. — К. : АртЕК, 1999. — 504 с. — ISBN 966-505-006-0.
- Масляк П. О. Країнознавство. — К. : Знання, 2007. — 292 с. — (Вища освіта XXI століття)
- Масляк П. О., Дахно І. І. Економічна і соціальна географія світу / П. О. Масляк, І. І. Дахно ; за ред. П. О. Масляка. — К. : Вежа, 2003. — 280 с. — ISBN 966-7091-53-8.

### Російською
- (рос.) Португалия // Демографический энциклопедический словарь / главн. ред. Валентей Д. И. — М. : Советская энциклопедия, 1985. — 608 с.
- (рос.) Португалия // Страны и народы. Зарубежная Европа. Южная Европа / Редкол. : В. П. Максаковский, С. А. Токарев (отв. ред.) и др. — М. : «Мысль», 1983. — 285 с. — (Страны и народы) — 180 тис. прим.
- (рос.) Атлас народов мира / Отв. ред. С. И. Брук и В. С. Апенченко. — М. : ГУГК ГГК СССР и Институт этнографии им. Н. Н. Миклухо-Маклая АН СССР, 1964. — 185 с. — 20 тис. прим.
- (рос.) Численность и расселение народов мира. Этнографические очерки / под ред. С. И. Брука. — М. : Издательство АН СССР, 1962. — 487 с.
- (рос.) Лаппо Г. М. География городов: Учебное пособие для географических факультетов вузов. — М. : Туманит, изд. центр ВЛАДОС, 1997. — 476 с. — ISBN 5-691-00047-0.
- (рос.) Урланис Б. Ц. Рост населения в Европе (опыт исчисления). — М. : ОГИЗ-Госполитиздат, 1941. — 436 с.
- (рос.) Ягельский А. География населения. — М. : Прогресс, 1980. — 383 с.